# Día de la evolución
El Día de la Evolución es una celebración para conmemorar el aniversario de la publicación inicial de El Origen de las Especies de Charles Darwin el 24 de noviembre de 1859. Los eventos del día se utilizan para educar sobre la biología evolutiva. Es similar al Día de Darwin, celebrado en el aniversario de su nacimiento (12 de febrero de 1809).Desde 2010, en América Latina y España, se celebra conjuntamente el Día del Orgullo Primate, para conmemorar el hallazgo del fósil Lucy y enfocar el día más específicamente en la evolución humana.
Este tipo de celebraciones se han realizado durante más de un siglo, pero el término específico "Día de la Evolución" para el aniversario parece ser un neologismo acuñado alrededor de 1997.

## Conmemoraciones
En 1909, 50.º aniversario de la publicación de El origen de las especies y 100º aniversario del nacimiento de Darwin, se produjeron varios acontecimientos importantes que celebraron ambos. En 1909, más de 400 científicos y dignatarios de 167 países se reunieron en Cambridge, en un evento de interés público ampliamente difundido para honrar las contribuciones de Darwin y discutir los últimos descubrimientos e ideas relacionados con la evolución. Hubo eventos similares para la fecha en el Museo Americano de Historia Natural, organizado por la Academia de Ciencias de Nueva York, y en la Sociedad Real de Nueva Zelanda.En 1959, la "Celebración del Centenario de Darwin" fue un evento importante y muy publicitado del 24 al 28 de noviembre en la Universidad de Chicago .

En 2009, la BBC transmitió BBC Darwin Season, una serie de programas de radio y televisión, para celebrar el bicentenario de Darwin y el 150 aniversario de la publicación de El Origen .